# Posti Group

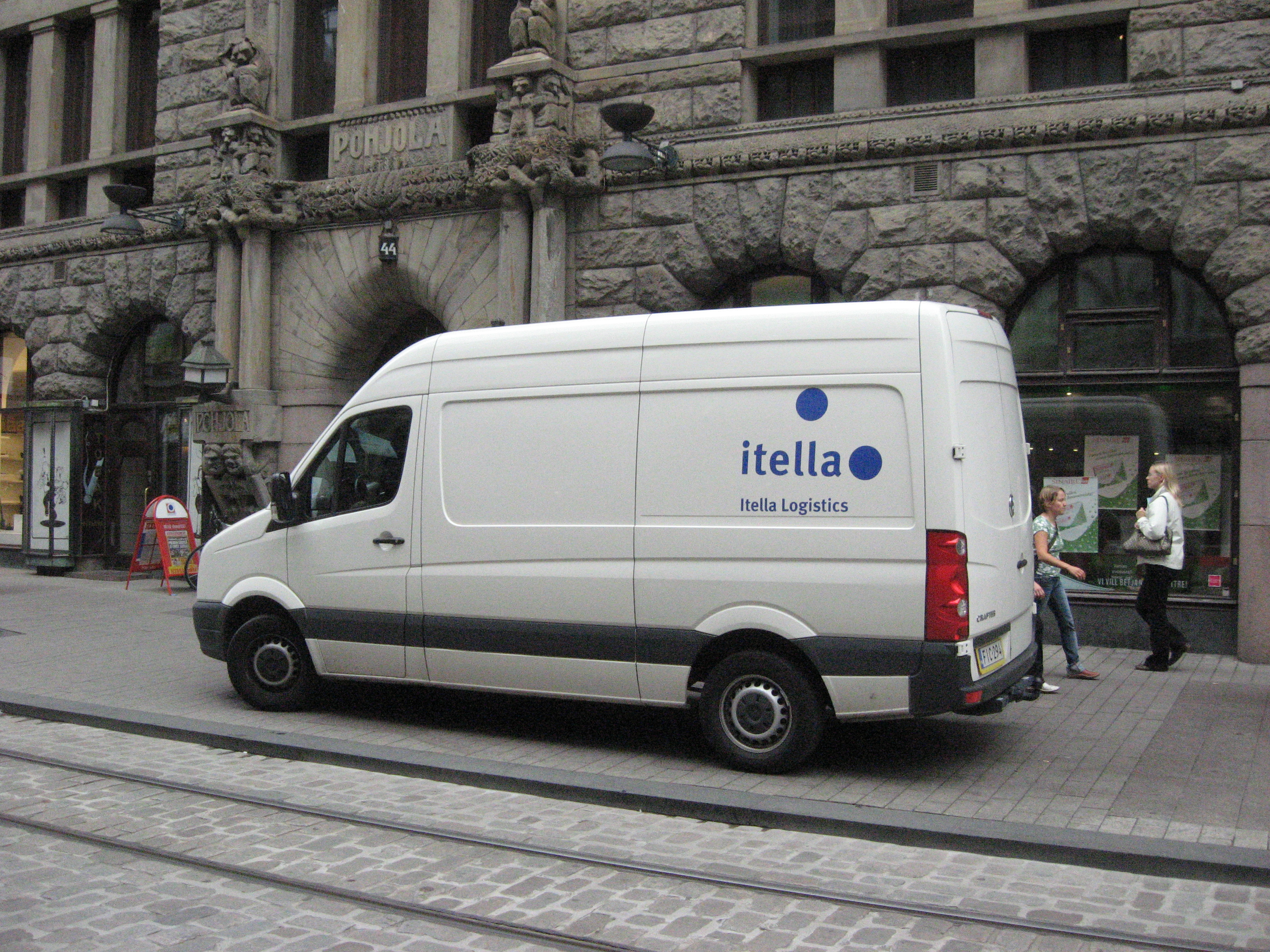
Itella Logistics

Posti Group je společnost vlastněná finským státem poskytující služby na mezinárodní úrovni. Provoz byl rozdělen mezi tři obchodní skupiny:
- Itella Information (zpracování, správa a distribuce datových toků pro organizace. Služby zahrnují správu fakturací, řetězců objednávka-dodávka a zpracování dokumentace).
- Itella Logistics (pozemní, mořská a letecká doprava a předávání, přeprava, doručování i skladování).
- Itella Mail Communication (roznášky dopisů, materiálů přímého marketingu, balíků i novin a časopisů ve Finsku. Obchodní skupina slouží zákazníkům pod značkou Finland Post nebo Posti. Poskytuje každodenní poštovní služby ve Finsku a vydává všechny finské poštovní známky).

Centrála firmy Posti Group je v Helsinkách ve Finsku. Prezidentem a výkonným ředitelem je pan Heikki Malinen a předsedou sboru ředitelů je pan Arto Hiltunen. V roce 2012 měla Itella Corporation průměrně 27 460 zaměstnanců.
Itella působí v jedenácti zemích.
- Lotyšsko, A/S Itella Information a Itella Logistics SIA
- Litva, UAB Itella Information a UAB Itella Logistics
- Norsko, Itella Information AS a Itella Logistics AS
- Polsko, Itella Information sp. z o.o.
- Švédsko, Itella Information AB Archivováno 22. 9. 2013 na Wayback Machine. a Itella Logistics AB Archivováno 11. 8. 2010 na Wayback Machine.
- Německo, Itella Information GmbH
- Slovensko, Itella Information s.r.o
- Finsko, Itella Information, Itella Corporation, (mateřská společnost), Itella Logistics, Logia Software Oy a Itella Customer Relationship Marketing
- Dánsko, Itella Logistics A/S
- Rusko, OOO Itella Logistics a OOO Itella Connexions
- Estonsko Itella Information AS, Itella Logistics OÜ, Logia Estonia OÜ a SmartPOST Archivováno 13. 12. 2012 na Wayback Machine.

## Značky
Itella slouží svým firemním zákazníkům ve světě pod značkou Itella a svým koncovým zákazníkům ve Finsku pod značkou Posti.
Od února 2011 bude Finsko první zemí na světě, ve které se společností Posti budou dopisy, časopisy, balíčky a předměty přímé reklamy doručovat uhlíkově neutrální poštovní službou.

## Historie
1. 6. září 1638: Generální guvernér Per Brahe mladší zavádí poštovní systém ve Finsku, které je toho času součástí Švédska.
2. 1811: Je vytvořena hlavní správa poštovního systému autonomního Velkého vévodství Finska.
3. 1845: Byl vytvořen balíkový poštovní systém.
4. 1856: Zavádějí se poštovní známky.
5. 1858: Zavádí se doručování dopisů a novin až do domů.
6. Počínaje rokem 1860: Poštovní služba je první, která zaměstnává ženy.
7. 1927: S poštou se slučuje služba telegrafu.
8. 1981: Název Post and Telegraph je změněn na Post and Telecommunications (Pošta a telekomunikace).
9. 1990: Společnost Post and Telecommunications je převedena na veřejný podnik s financováním odděleným od státního rozpočtu.
10. 1994: Společnost Post and Telecommunications je reformována jako Suomen PT Group s dceřinými společnostmi Finland Post Corporation pro poštovní operace a Telecom Finland Oy (později Sonera Oy) pro telekomunikace.
11. 1998: Suomen PT Group je rozdělena na Finland Post Corporation a Sonera Oy. Obě společnosti jsou vlastněny státem.
12. 2001: Finland Post Corporation se stává veřejnou společností.
13. 2002: Podnikání v oblasti informační logistiky se rozšiřuje do Německa a v oblasti logistiky do Estonska.
14. 2004: Podnikání v oblasti informační logistiky se rozšiřuje do Estonska, Lotyšska a Litvy.
15. 2005: Podnikání v oblasti logistiky se rozšiřuje do Dánska, Lotyšska a Litvy.
16. 2006: Podnikání v oblasti logistiky se rozšiřuje do Švédska a Norska.
17. 1. června 2007: Název korporace se mění na Itella Corporation. Změna je motivována zvyšující se diverzifikací a mezinárodními operacemi.
18. 2008: Itella expanduje do Ruska nákupem logistické společnosti NLC (National Logistics Company) a konzultační firmy Connexions zabývající se marketingem vztahů se zákazníky. Itella expanduje do Polska prostřednictvím akvizice informační logistické společnosti BusinessPoit S.A.
19. 2009: Podnikání v oblasti informací se rozšiřuje do Ruska a nových zemí ve Střední a Východní Evropě. Nová dceřiná společnost Itella IPS Oy (Itella Payment Services) získává licenci jako platební organizace.